# كوست لافرو
لافرو كونستانتين تيخونوفيتش أو كوست لافرو هو فنان ورسام أوكراني. وهو متعاون تعاونا وثيقا مع الشاعر والناشر إيفان مالكوفيتش.
وُلِد كوست لافرو في 11 مارس 1961 بالقرب من ديكانكا بالقرب من بولتافا في مقاطعة بولتافا، أوكرانيا حاليًا.

## أعماله
مجموعة من الطوابع البريدية الأوكرانية (الحكايات الشعبية الأوكرانية):

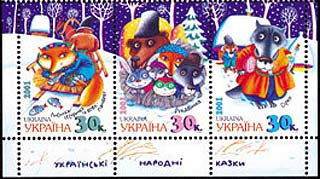
2001
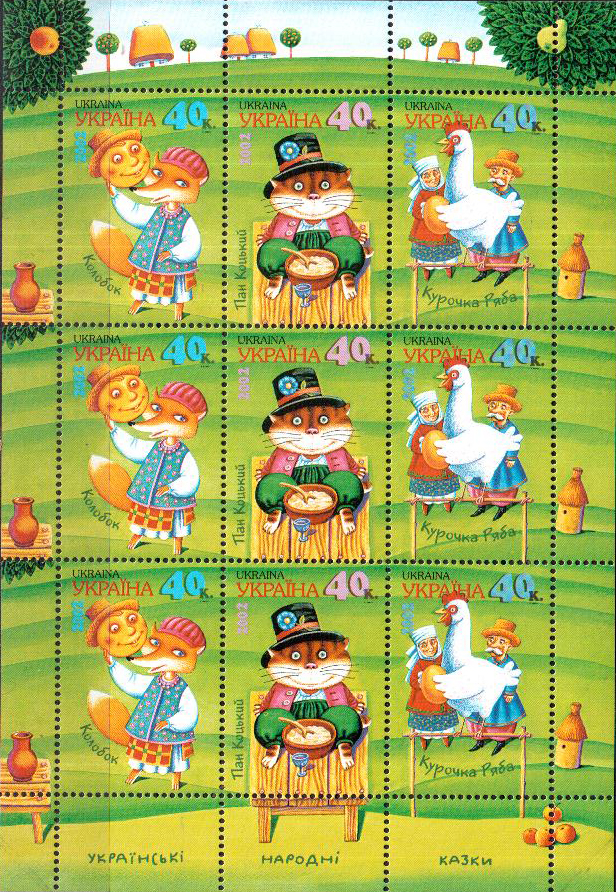
2002
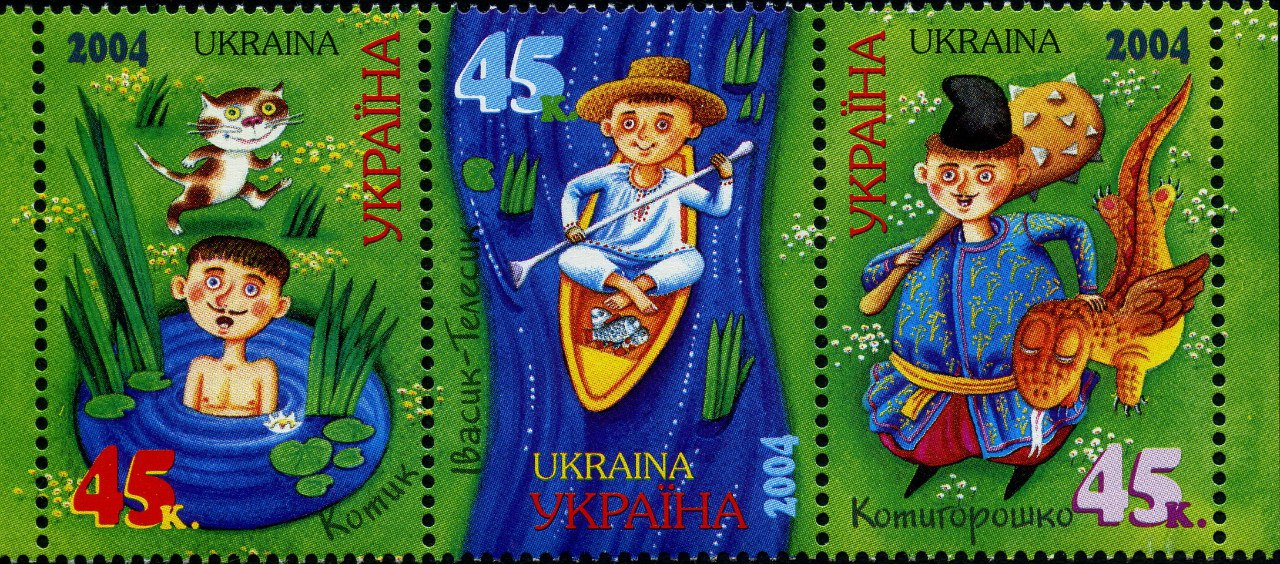
2004
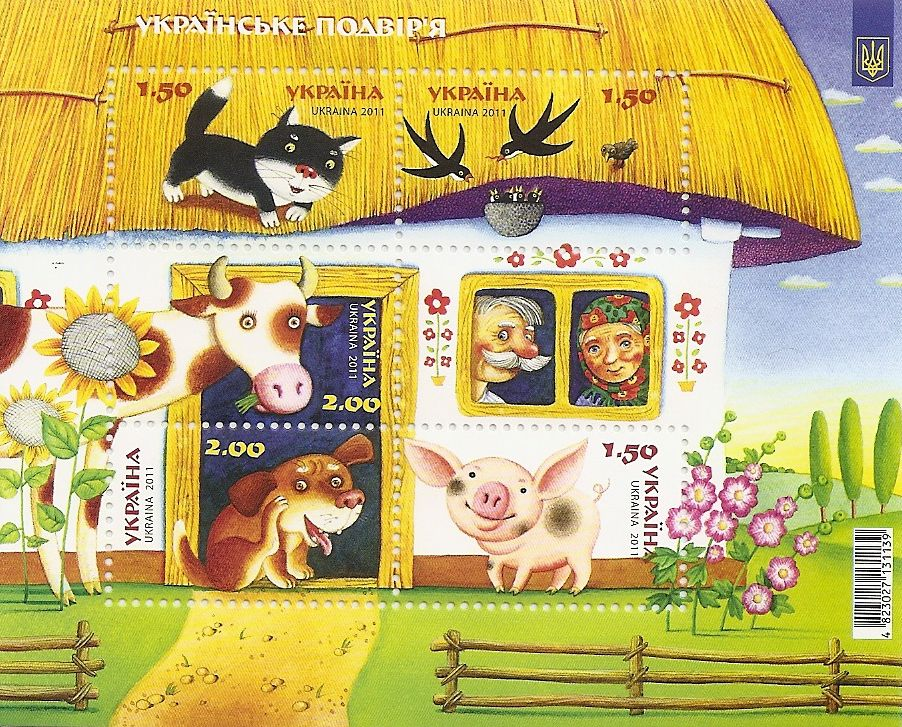
2011
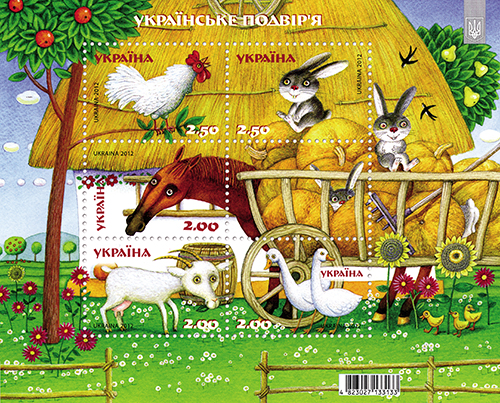
2012